# Humban-nikaš II.
Humban-nikaš II. (auch Humban-igaš I.) war ein elamitischer König. Er ist nur aus mesopotamischen Quellen bekannt, wonach er um 743 v. Chr. den Thron bestieg und bis 717 v. Chr. regierte. Er war damit ein Zeitgenosse des assyrischen Herrschers Tiglat-Pileser III. in dessen Feldzugsberichten (nach Babylonien) Humban-igaš I. erwähnt wird, ohne dass es zu Auseinandersetzungen zwischen den beiden Staaten kam.
Humban-igaš I. wird wieder im Jahr 720 v. Chr. genannt, als er eine Armee gegen Sargon II. anführte. Es kam zu einer Schlacht, die wohl aber ohne deutliches Ergebnis endete. Verschiedene Quellen berichten von dieser Schlacht, wobei jede Quelle von einem anderen Ausgang berichtet. Der offizielle Report von Sargon II. behauptet, dass es zu einem überwältigenden Sieg kam. Die Bauinschrift eines Königs Merodach-Baladan II., der mit den Elamiten verbündet war, berichtet von der Vertreibung der Assyrer. Die babylonische Chronik dagegen erzählt, dass der Sieg von Humban-igaš I. errungen wurde, wogegen der Verbündete Merodach-Baladan II. zu spät auf dem Schlachtfeld erschien.
Siehe: Liste der Könige von Elam